# Temmie Ovwasa
Temmie Ovwasa (* 29. November 1996 in Ilorin, Nigeria), bekannt als YBNL Princess, ist eine nigerianische alternative R&B singende Person.

## Leben
Ovwasa besuchte die Grace Christian Schools und das Dalex Royal College, beide in Ilorin, Kwara State. Ovwasa begann mit acht Jahren zu singen und schrieb zuerst ein Lied für den Kirchenchor. Mit 12 Jahren erhielt sie von ihren Eltern eine Gitarre. Ovwasa studierte Medizinische Anatomie an der Ladoke Akintola University of Technology.
Bekannt wurde Ovwasa 2015, als der nigerianische Rapper Olamide Ovwasa zur Mitgliedschaft bei YBNL einlud. Ovwasa verließ YBNL nach einer Meinungsverschiedenheit. Seit August 2015 hat sie einen Plattenvertrag mit YBNL Nation, verließ das Label jedoch wegen einer Unstimmigkeit mit dem Eigentümer. Ovwasa ist offen lesbisch und identifiziert sich als nicht-binär. 2020 veröffentlichte Ovwasa das erste Album einer queeren Person in Nigeria.

## Diskografie (Auswahl)
Alben
- Ajijobo; the art of ruining your reputation (2024)
- Space fuji (2022)
- Song from the closet (2021)
- E be like say dem swear for me (2020)

Singles
- Osunwemimo  (2020)
- Elejo wewe  (2020)
- Holy Water  (2018)
- Bamidele  (2017)
- Afefe (2016)
- Jabole  (2016)